# كلمة الحق (فلم)
كلمة الحق هو فيلم مصري تم إنتاجه عام 1953، من إخراج فطين عبد الوهاب، وبطولة شادية وإسماعيل ياسين وعمر الحريري.

## تمثيل
- شادية
- إسماعيل ياسين
- عمر الحريري
- سراج منير
- عزيزة حلمي
- ثريا فخري
- ميمي شكيب
- محمد كامل
- شفيق نور الدين
- كيتي

## أغاني الفيلم
غناء: شادية
- برضه بحبه
- يالوعتي ياشقايا

## وصلات خارجية
- كلمة الحق على موقع IMDb (الإنجليزية)

1. ↑  "معلومات عن كلمة الحق (فيلم) على موقع imdb.com". imdb.com. مؤرشف من الأصل في 2017-02-09.